# Hemerodromia elongatiodes
Hemerodromia elongatiodes är en tvåvingeart som beskrevs av Wagner, Leese och Arne Panesar 2004. Hemerodromia elongatiodes ingår i släktet Hemerodromia och familjen dansflugor. Inga underarter finns listade i Catalogue of Life.